# マラキ書
『マラキ書』とは旧約聖書文書の1つ。ユダヤ教では「後の預言者」、キリスト教では預言書に分類する。預言書のなかでは最後に配置され、『ゼカリヤ書』の後に配置される。キリスト教でいう十二小預言書のひとつ。4章からなる。預言の主題は宗教儀式の厳守、及び雑婚の禁止である。マラキは当時の形式的な礼拝を咎めた。
前半部分では裁判の判例のような議論形式、質疑応答で、神とイスラエルの人々との受け答えが続いている。

## マラキについて
筆者の名とされる「マラキ」（マラキ1:1 以下、マラと略記）とはヘブライ語で「私の使者」、「私の天使」という意味である。本書中には、筆者についての情報は名前以外には与えられない。また、マラキとは単純に神の使者を意味すると考えることも出来る。（マラ3:1）タルムードには「グレートシナゴーグ」の一員であったと記されているが詳細は定かではない。
ジャン・カルヴァンは、「マラキ」はエズラの名字であるとしている（ただし確定できる証拠はない）。また捕囚帰還民であったモルデカイの仲間の1人であるとする説も存在する。
このように諸説はあるが、「マラキ」自体は人名ではなく、匿名の預言者によってこの書が著されたとするのが通説である。

## 背景
当時、捕囚から帰還した頃は市民権の保証がなく、旱魃や大量発生したイナゴのため凶作が続き、更には周囲に敵意を持つ民族が居住していたため、非常に衰退していた。そのような状態でイスラエルの民は神殿を再建した。しかし、エルサレムはペルシアからも独立出来ず、ハガイ2:2で語られたような約束された栄光を見てはいなかった。
また民の中の資産家はそれを増やす手段を選ばず、軽率な離婚や異邦人との結婚などを行っていた。祭司はそれを止めようともせずにむしろ助長させていた。平気で皆が律法を破るようになっていたのである。
このように祭司の堕落や、軽薄な雑婚・離婚、捧げ物の不履行などが蔓延していた。
上記のようにネヘミヤがエルサレムに不在で人々が混乱に陥っている際にマラキがメッセージを語ったのである。しかし鈍感になっていた民は繰り返される預言に対して「どのように」と繰り返した。（マラ1:2他、多数）その民衆を呼び覚ますために預言者が遣わされたのである。